# Coração do Norte
Coração ou Coraçone do Norte (em persa: استان خراسان شمالی‎; romaniz.: Ostān-e Khorāsān-e Shomālī) é uma província do Irã sediada em Buinurde. Tem 28 434 quilômetros quadrados e segundo censo de 2019, havia 892 000 residentes. Se divide em oito condados.